# Magsafe

Logo von MagSafe

Mit Magsafe (Eigenschreibweise MagSafe) bezeichnet Apple verschiedene Ladegerät-Anschlüsse, die durch Magneten in Position gehalten werden. Darunter sind sowohl der Anschluss von iPhones, AirPod-Ladehüllen und Akkupacks für drahtlose (induktiv gekoppelte) Energieübertragung nach dem Qi-Standard als auch der direkte (galvanisch gekoppelte) Netzteilanschluss von MacBook Pro 2021 und 2023 sowie MacBook Air 2022 („MagSafe 3“) gefasst. Die Wortzusammensetzung MagSafe deutet „Magnet“ und „sicher“ (engl. „safe“) an.

## iPhones und AirPods

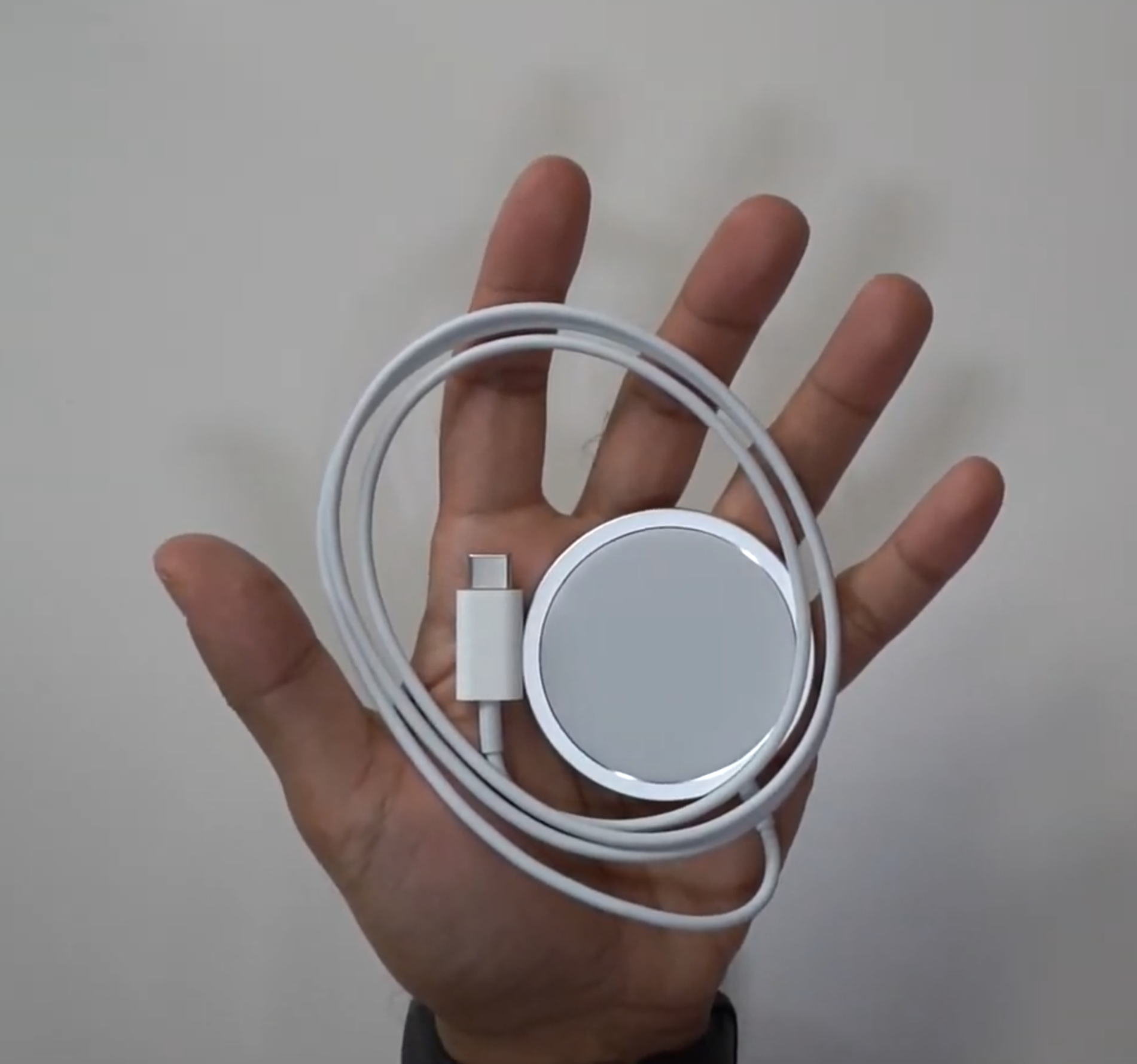
MagSafe-Ladegerät für iPhones

Seit der 12er-Baureihe verfügen alle iPhones (mit Ausnahme des iPhone SE 2, SE 3 und iPhone 16e) auf ihrer Rückseite über einen Magnetring. Wichtigster Einsatzzweck ist die Nutzung zum drahtlosen Laden. Die Magnete stellen eine präzise Ausrichtung des drahtlosen Ladegeräts auf die Ladespulen des iPhones sicher und ermöglichen schnelles Laden. 
iPhone 12 Mini und 13 Mini können mit maximal 12 W geladen werden, die anderen Smartphones der 12er- bis 15er-Baureihen mit maximal 15 W. Voraussetzung für die volle Ladegeschwindigkeit ist ein USB-C-Netzteil nach dem Standard Power Delivery 3.0, das das Laden mit 9 V/2,22 A oder 9 V/2,56 A und höher unterstützt.
Die iPhones der 16er-Baureihe können mit MagSafe mit maximal 25 W geladen werden, erfordern dazu jedoch neue Ladegeräte und mindestens ein 30 W-Netzteil mit 15 V/2,0 A.
Die MagSafe-Ladegeräte sind mit dem Qi-Standard abwärtskompatibel, drosseln jedoch ihre Ladegeschwindigkeit, wenn sie kein MagSafe-Gerät erkennen.
Andere Einsatzzwecke von MagSafe bestehen in der Nutzung der Magnete zum Halten kleiner Kartenetuis für Bankkarten oder zur Befestigung des iPhones an einer Autohalterung. Zudem gibt es Hüllen für iPhones mit MagSafe-Kompatibilität.
Um die Ausrichtung von Zubehör auch bezüglich des Drehwinkels zu ermöglichen, befindet sich unterhalb des Magnetrings ein zusätzlicher Magnet, der durch Anziehung eines Gegenstücks im Zubehör ein „Einrasten“ bewirkt.
Die MagSafe-Implementierung in iPhone-Zubehör umfasst neben Magneten auch ein NFC-Tag. Dieses wird beim Anheften ans Smartphone erkannt und ermöglicht passende Reaktionen wie etwa eine Bildschirmanimation oder das Abspeichern des letzten bekannten Standorts nach dem Abnehmen eines Kartenetuis.
Für AirPods führte Apple die Möglichkeit zum drahtlosen Laden der Ladehüllen über MagSafe im Oktober 2021 für die AirPods Pro und für die dritte Generation der AirPods ein. Die vierte Generation der AirPods hat hingegen eine so kleine Hülle, dass die AirPods 4 kein MagSafe mehr unterstützen. Die Variante der AirPods 4 mit aktiver Geräuschunterdrückung verfügt lediglich über Magnete für die kleineren Apple-Watch-Ladegeräte, nicht jedoch für MagSafe.

### Interferenzen mit Herzschrittmachern und Defibrillatoren
Apple warnt vor der Störung von Medizinprodukten durch iPhones mit MagSafe-Anschluss und durch MagSafe-Zubehör und weist explizit auf die Gefahren für Herzschrittmacher und Defibrillatoren hin. Neben der Rücksprache mit einem Arzt und dem Hersteller des Medizinprodukts empfiehlt Apple einen Abstand von mehr als 15 cm, während des Ladens von mehr als 30 cm, zu Herzschrittmachern oder Defibrillatoren zu wahren; das Tragen von iPhones der 12er-, 13er-, 14er- und 15er-Baureihe in der Brusttasche verbietet sich. Die Gefahren für die lebensrettende Funktion von Herzschrittmachern und Defibrillatoren wurden durch mehrere Beobachtungen bestätigt und von der U.S. Food and Drug Administration aufgegriffen.

## MacBook

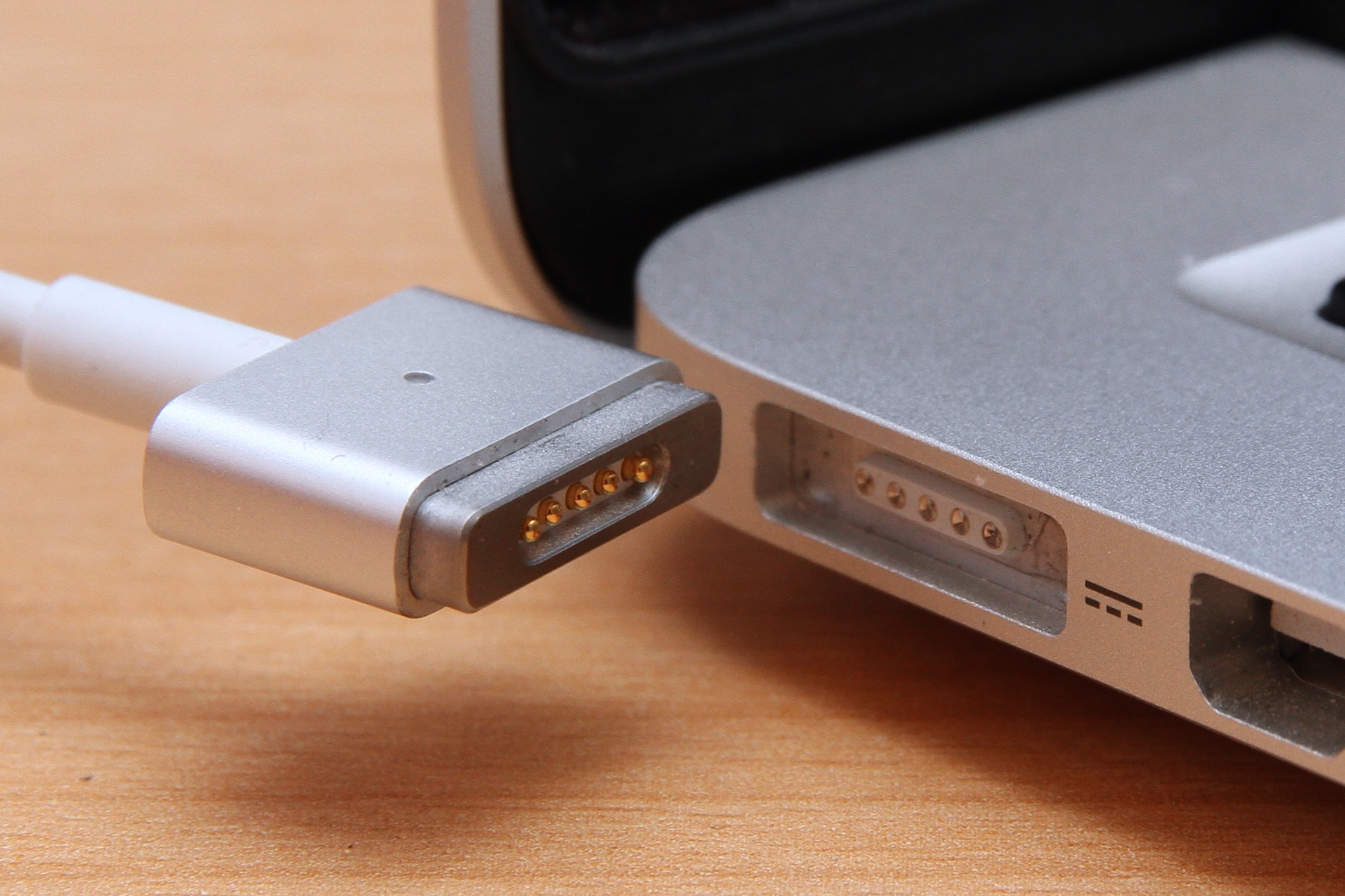
MagSafe 2 an einem MacBook Pro

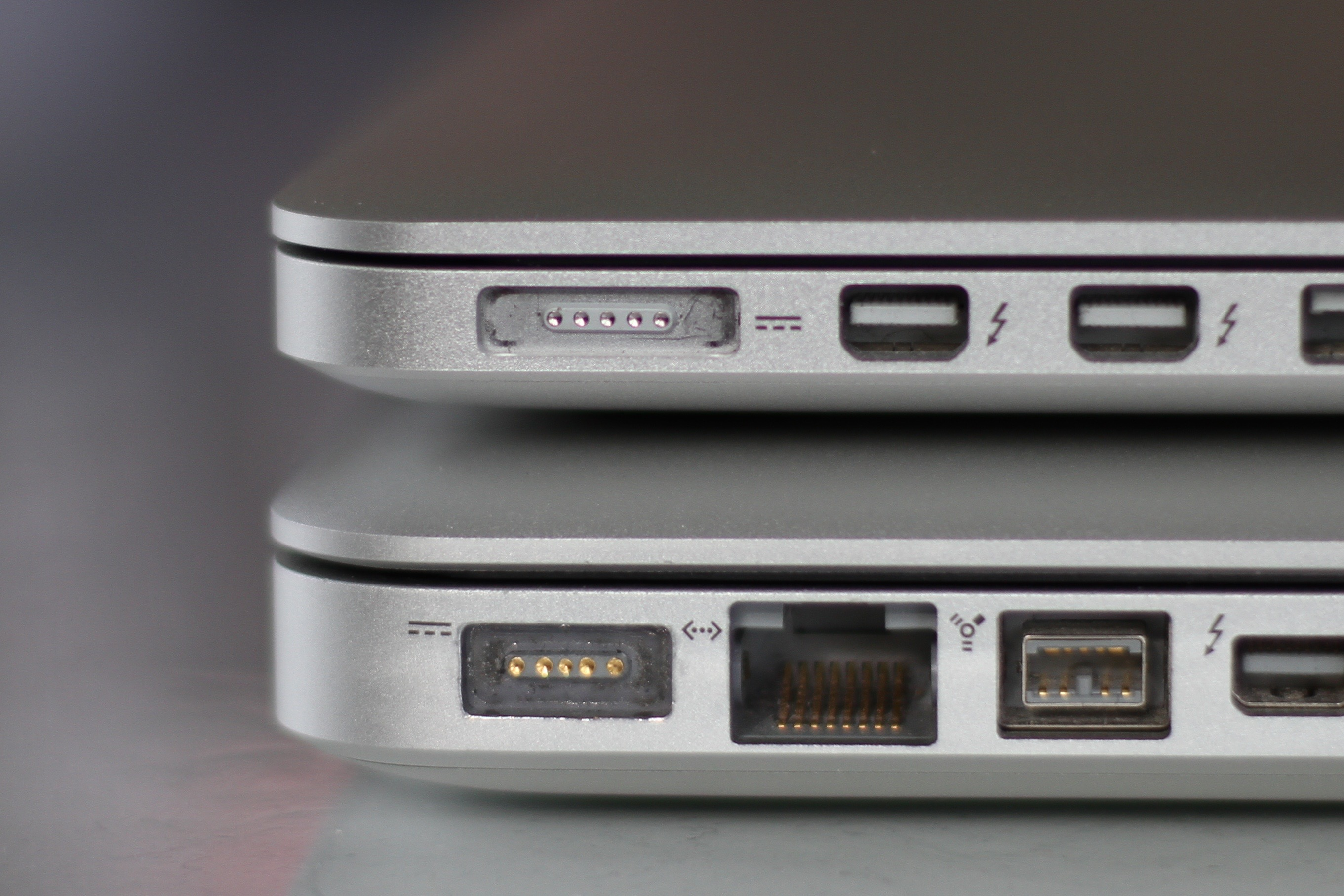
MagSafe 1 (unten) und 2 (oben) im Vergleich

Apple führte mit der Vorstellung der MacBook Pros im Herbst 2021 den MagSafe-Netzteilanschluss nach fünf Jahren Pause als MagSafe 3 wieder ein. Primäres Ziel des proprietären MagSafe-Netzteilanschlusses für MacBooks ist das Vermeiden von Sturzunfällen (des Geräts) im Zusammenhang mit dem Stolpern über das Netzteilkabel. Zu diesem Zweck wurde das Netzteilkabel mit einer schnell lösenden, magnetischen Steckverbindung mit dem MacBook verbunden.

### Geschichte
Der Netzteilanschluss wurde am 10. Januar 2006 zusammen mit dem MacBook Pro auf der Macworld Expo vorgestellt. Von 2006 bis 2015 wurde er im MacBook Pro, von 2008 bis 2017 im MacBook Air und von 2006 bis 2011 in MacBook-Modellen verbaut.
Ab Juni 2012 verbaute Apple einen MagSafe 2 genannten, an der Verbindungsfläche zwar länglicheren, jedoch schmaleren (und somit flacheren) Anschluss, um die Dicke von MacBook Pro und MacBook Air reduzieren zu können. Diese zwei Typen sind – rein geometrisch – nicht kompatibel.
Mit der Erneuerung des MacBook Pro im Oktober 2016 wurde auch hier der MagSafe-Anschluss durch USB-C ersetzt, wobei der Stolperschutz nun nicht mehr gegeben ist. Erst im Oktober 2021 wurde mit den MacBook Pros mit M1 Pro und M1 Max Chips wieder eine Baureihe mit MagSafe vorgestellt, gefolgt vom MacBook Air im Juli 2022.

### Aufbau und Funktion
Der Stecker wird in der Buchse durch einen Dauermagneten gehalten, der ringförmig um die Kontakte angeordnet ist. Der Netzteilstecker wird nicht eingesteckt wie bei gewöhnlichen Steckverbindern, sondern in eine seichte Vertiefung am Notebook eingelegt, die ihn magnetisch festhält. Dabei berühren die stromführenden, kabelseitig federgelagerten und vergoldeten Steckerkontakte die der Buchse. Ein kräftiger Zug am Kabel löst die Verbindung, so dass der Computer nicht so leicht vom Tisch gerissen wird.
Diese Konstruktion verhindert auch Wackelkontakte durch das Ausbrechen der Strombuchse an der Platine – dies kommt bei herkömmlichen Verbindern vor, wenn der Stecker außen gekippt wird, etwa beim Einpacken des Notebooks in eine Tasche, ohne das Kabel abzuziehen.
Der rechteckige Stecker ist symmetrisch aufgebaut und kann in beide Orientierungen verbunden werden. Leuchtdioden auf den seitlichen Flächen zeigen den Zustand des Ladevorgangs: Orange während des Ladens, grün nach dessen Ende.

#### Form, Geometrie, Maße
Die meisten Kanten von Buchse und Stecker sind gerundet oder angefast.
Die Buchse wird durch eine gerundet-rechteckige Öffnung in Gehäuse und/oder Chassis des Geräts gebildet, das aus Kunststoff oder Aluminium besteht. Der Magnet am Grund dieser Einstecköffnung ist von einer dünnen Lage Kunststoff abgedeckt, der die Magnethaltekraft limitiert. In der Mitte erhebt sich aus dieser Kunststoffhülle ein schmaler Plateauberg – etwa halb so hoch wie die Tiefe der Mulde – mit fünf Kontaktmulden in fünf Bohrungen, die nicht durch plane oder einfach gewölbte Gegenstände wie Münzen überbrückt werden können.
Am Stecker steht der ferromagnetische Anker für den Magneten mit einer planen Front am weitesten vor. Diese hat eine gerundet rechteckige Kontur und eine längliche mittige Öffnung. Außen wird der Anker von einem etwa 1 mm vorstehenden Alu-Gehäuse (Magsafe 2) umhüllt, das als Griff dient und oben und unten an einer Kreisfläche von je 1 mm Durchmesser mittels farbigem LED-Licht verschiedene Betriebszustände signalisiert. Am Grund der Öffnung liegt eine Ebene aus weißem Kunststoff, aus dem die Kontakte einfedernd etwa bis auf 50 % der Muldentiefe herausragen. Die zylindrischen Kontakte sind vergoldet und können etwa mit einer kleinen Münze überbrückt werden.
| Typ           | ab Jahr -Monat | 5 Kontakte Farbe Buchse/Stecker                                  | Buchse B×H außen / innen | Stecker B×H außen / innen | Haltekraft axial |
| ------------- | -------------- | ---------------------------------------------------------------- | ------------------------ | ------------------------- | ---------------- |
| Magsafe (1) T | 2006-01        | mittlerer (Pin 3) kleiner Mittenabstände 2-3-4 kleiner gold/gold | ?                        | < 15 × > 3                | ?                |
| Magsafe (1) L | z. B. 2008-02  | ?                                                                | ?                        | ?                         | ?                |
| Magsafe 2 (T) | 2012-06        | gleich geformt gleicher Abstand silber/gold                      | ?                        | ca. 15,3 × 3 / 8 × 2      | etwa 1,5 "kg"    |

Der Permanentmagnet hinter der Kunststoffmulde der Buchse zieht ferromagnetische Partikel an, beispielsweise Rostkörner, Eisenspäne und -staub. Diese verhindern dann, dass der ferromagnetische Stecker am Muldengrund vollständig aufliegt. Schon ein geringer dadurch erzeugter Abstand reduziert die Haltekraft spürbar. Solche Fremdkörper können durch Andrücken der Klebeschicht eines Klebebands, etwa mittels einer leicht abgerundeten Klinge eines Schlitzschraubendrehers, abgehoben werden.

### Patent und Artverwandtschaft
Apple hält ein Patent auf diese magnetische Steckverbindung. Eine ähnliche Konstruktion fand bereits früher bei verschiedenen Küchengeräten Verwendung. Im August 2011 wurde bekannt, dass Apple ein Patent für einen MagSafe-Anschluss für das iPad beantragt hat, es wurde jedoch nie in Seriengeräten umgesetzt.

### Netzteil
Das Netzteil mit dem MagSafe-Stecker hat sekundärseitig das fest angeschlossene MagSafe-Kabel, primärseitig einen wechselbaren und länderspezifischen Netzstecker. Im Lieferumfang des MagSafe-Netzteils befinden sich in Kontinentaleuropa ein kleiner Eurostecker und ein langes Anschlusskabel mit einem Stecker mit Schutzkontakt, in Deutschland und Österreich ein Schukostecker, in der Schweiz ein T12-Stecker nach SEV 1011. Es ist in verschiedenen elektrischen Leistungsstufen, je nach Notebookmodell, von Apple verkauft worden.

### Pinbelegung

Pinbelegung MagSafe 1 bei Blick auf die Kontakte

Die Verbindung hat fünf Pins, die linear und symmetrisch zur Mitte angeordnet sind. Der mittlere Pin (3) dient zur Steuerung der LEDs am Stecker. Auf den inneren Pins (2) und (4) befindet sich der Pluspol mit ca. 14,5 V bis 20 V je nach Modell. Ganz außen jeweils der Masseanschluss (1) und (5). Der äußere Metallrand dient der magnetischen Verbindung und zusätzlich der elektrischen Abschirmung.
Über den Stecker wird eine serielle Datenleitung geschaltet, um Netzteildaten auszutauschen und die LEDs anzusteuern. Der Chip hierzu befindet sich im MagSafe-Stecker selbst. Über das MacBook kann die Seriennummer und die Leistung des Netzteils ausgelesen werden, diese Informationen befinden sich im Chip des MagSafe-Steckers.

### Schwachstellen

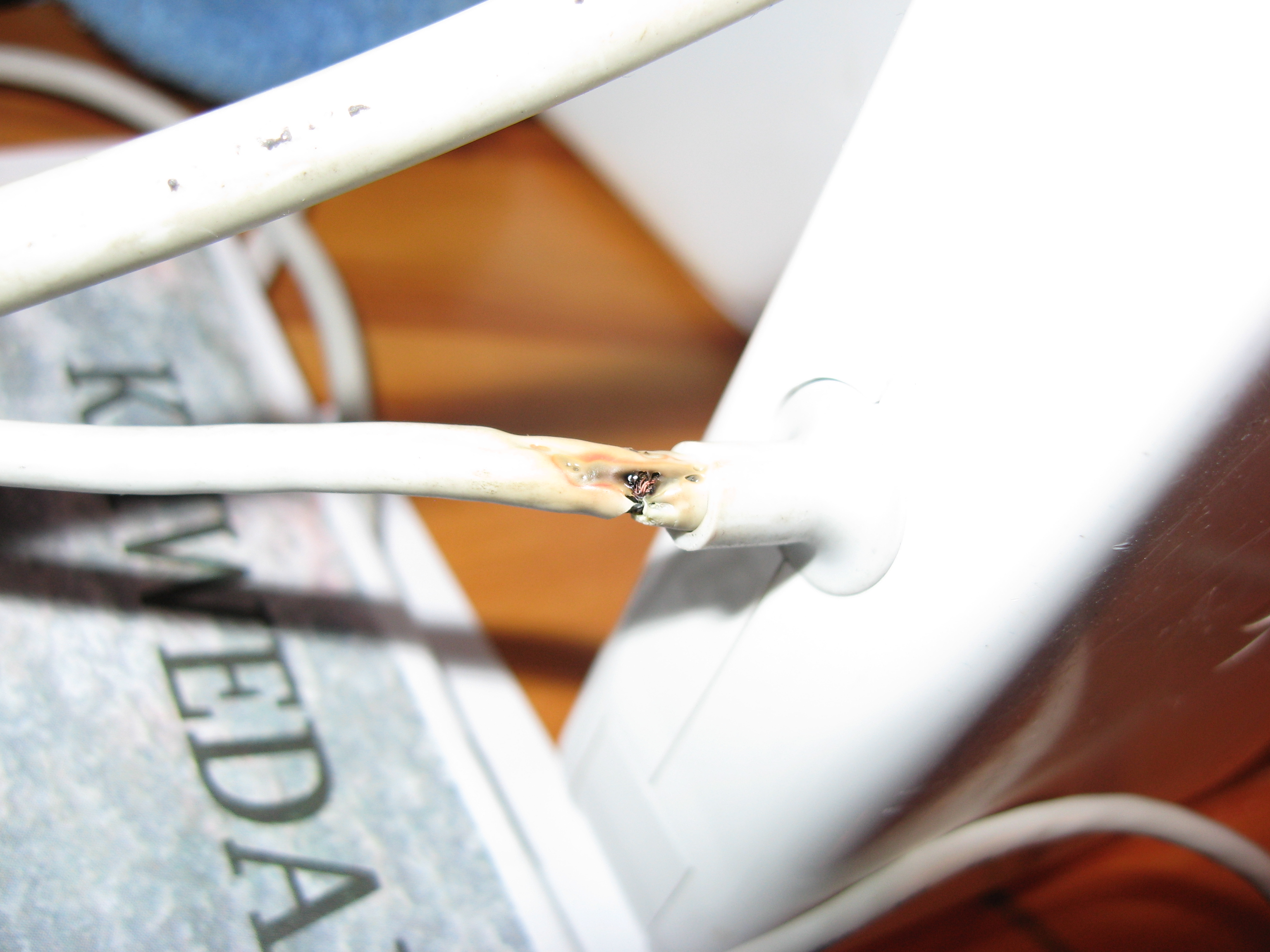
Verschmortes MagSafe-Kabel

2007 musste Apple die Netzadapter zurückrufen, da es immer wieder zu Kabelbrüchen kam. Teilweise waren die Kabel so dünn, dass es an diesen Stellen zu beginnenden Kabelbränden kam und die Kunststoffisolierung schmolz. Apple hat daraufhin die mechanische Festigkeit und Leiterführung verbessert. Das Computermagazin c’t bezeichnet die Probleme als „Sollbruchstellen“ und im Internet finden sich zahlreiche Anleitungen, wie man bei abgelaufener Garantie mittels eines Lötkolbens das Gerät selbst reparieren kann. Die Probleme betreffen jedoch nicht das Stecksystem selbst, sondern die zu schwach dimensionierte Kabelzuführung.

### Bilder

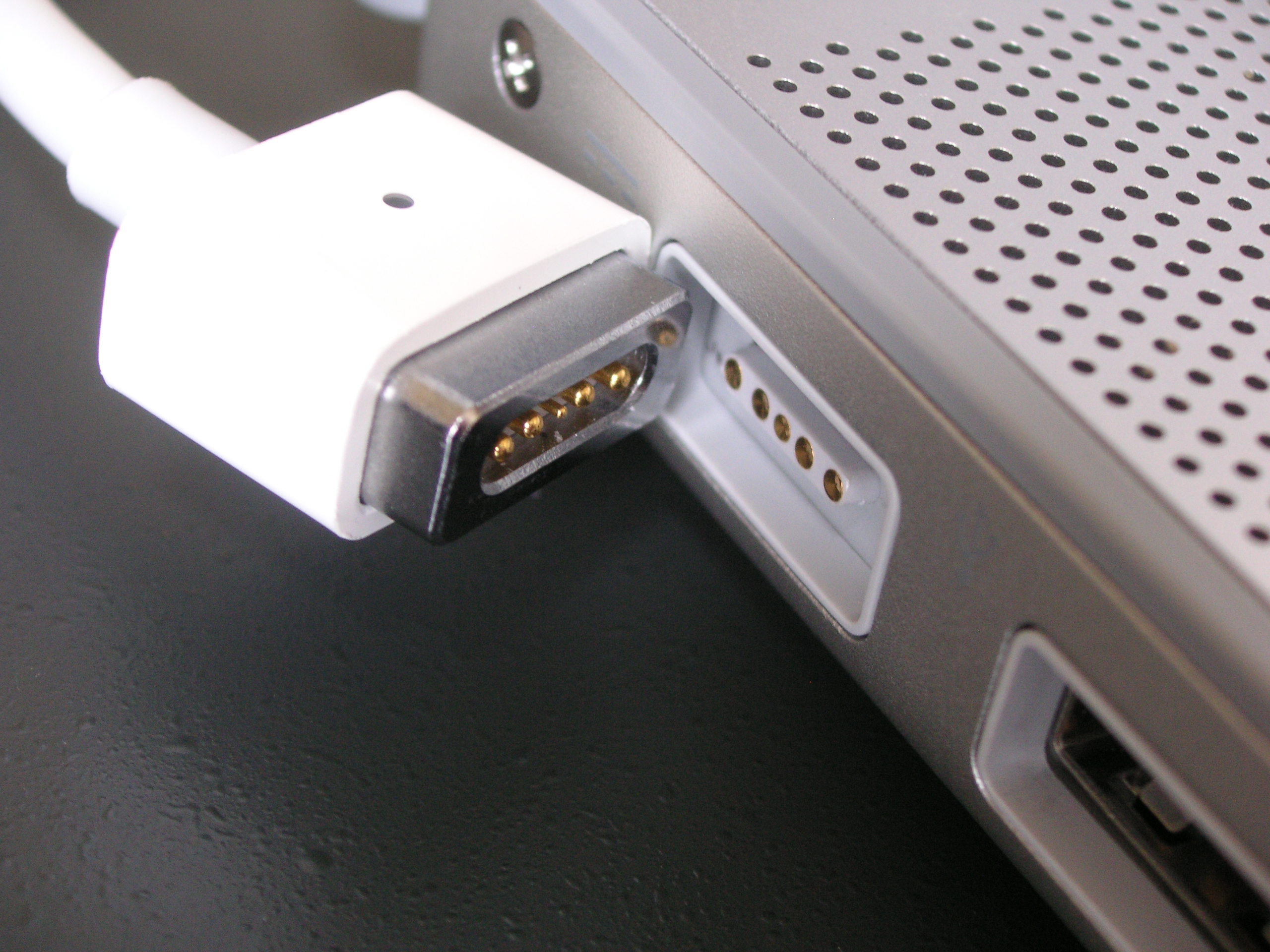
T-förmiger MagSafe-1-Stecker und -Anschluss an einem MacBook Pro (2007)
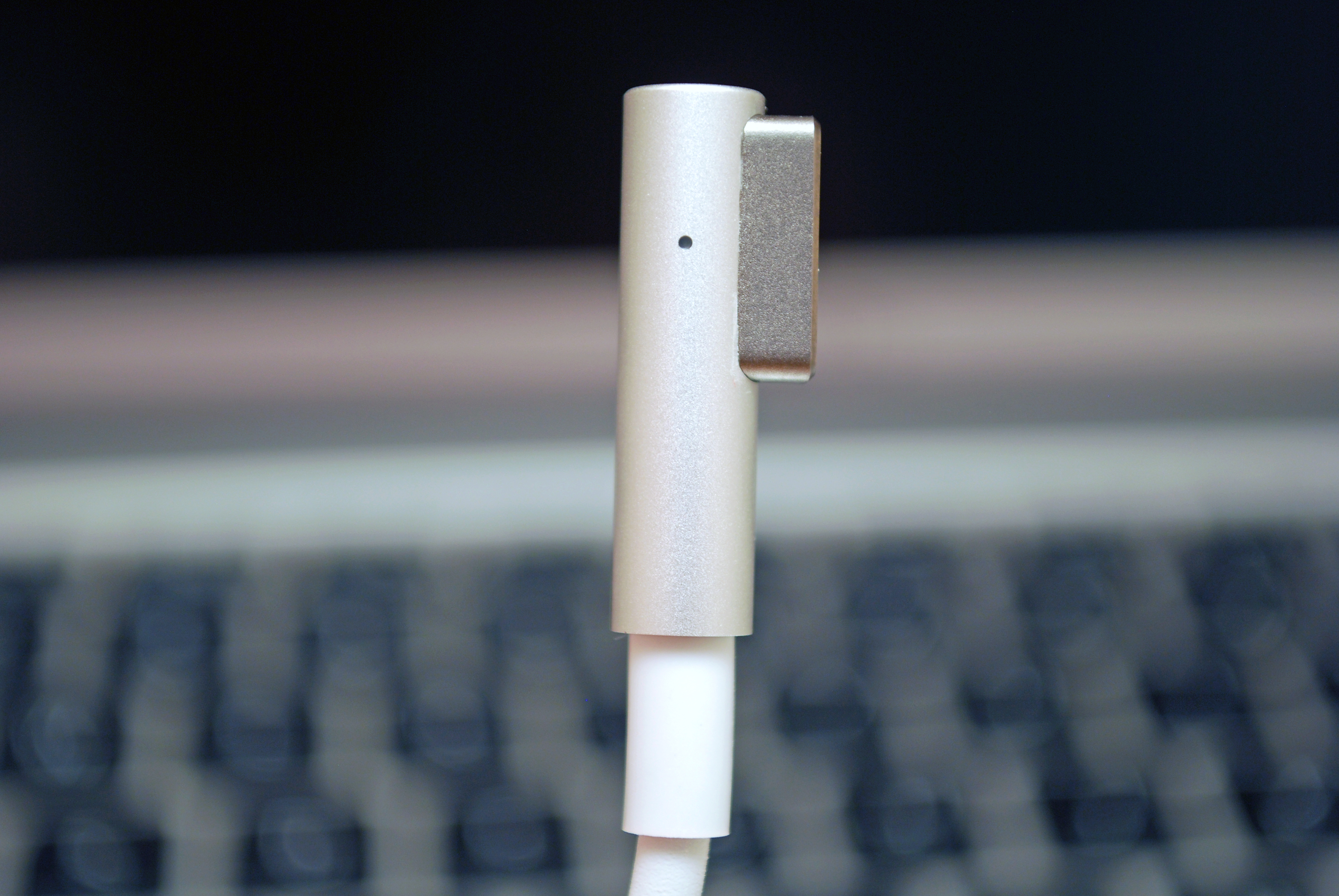
L-förmiger MagSafe-1-Stecker (2010) für seitliches Einstecken am Gerät
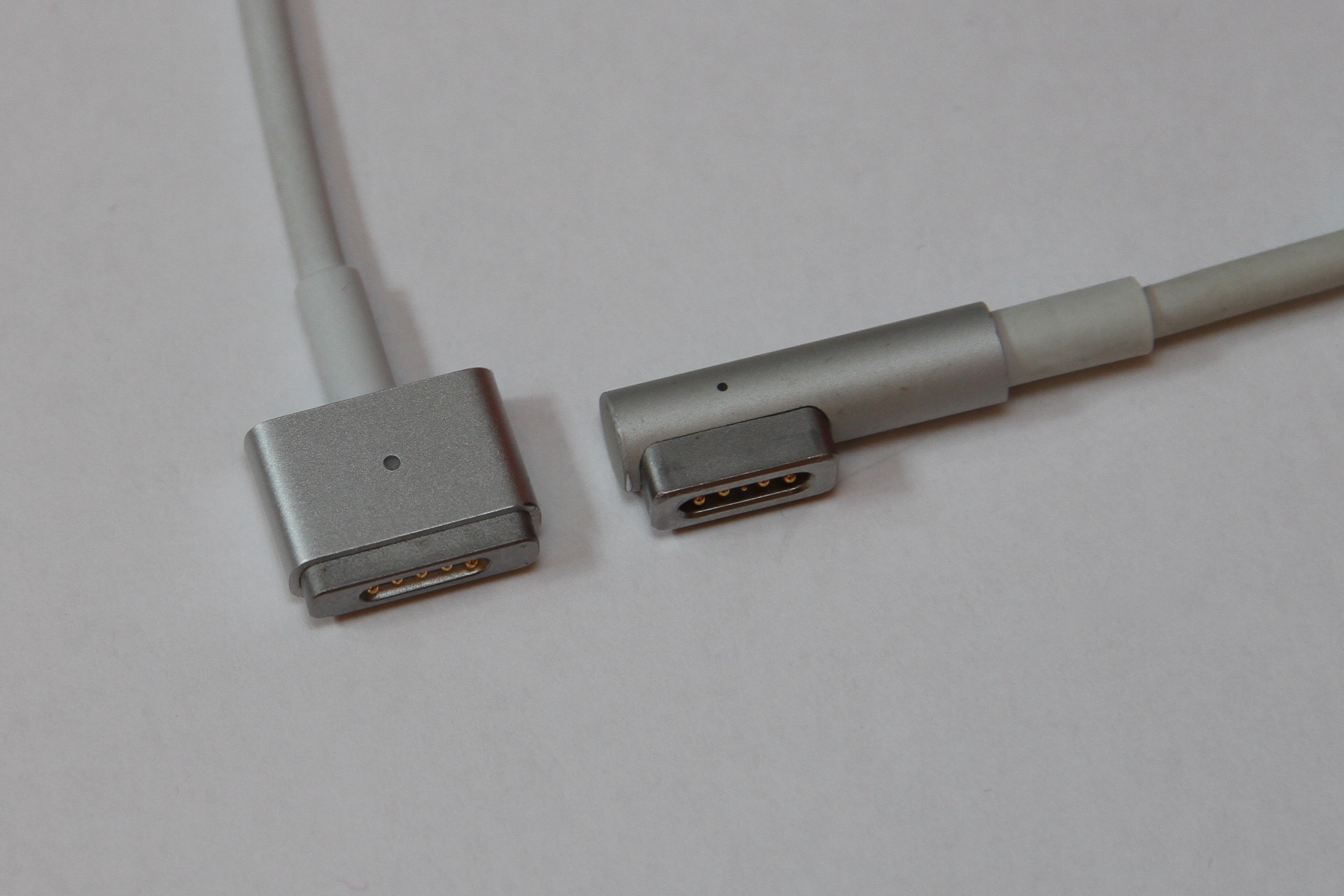
Beim MagSafe-2 Stecker (links) findet sich die T-Form des MagSafe 1 wieder.
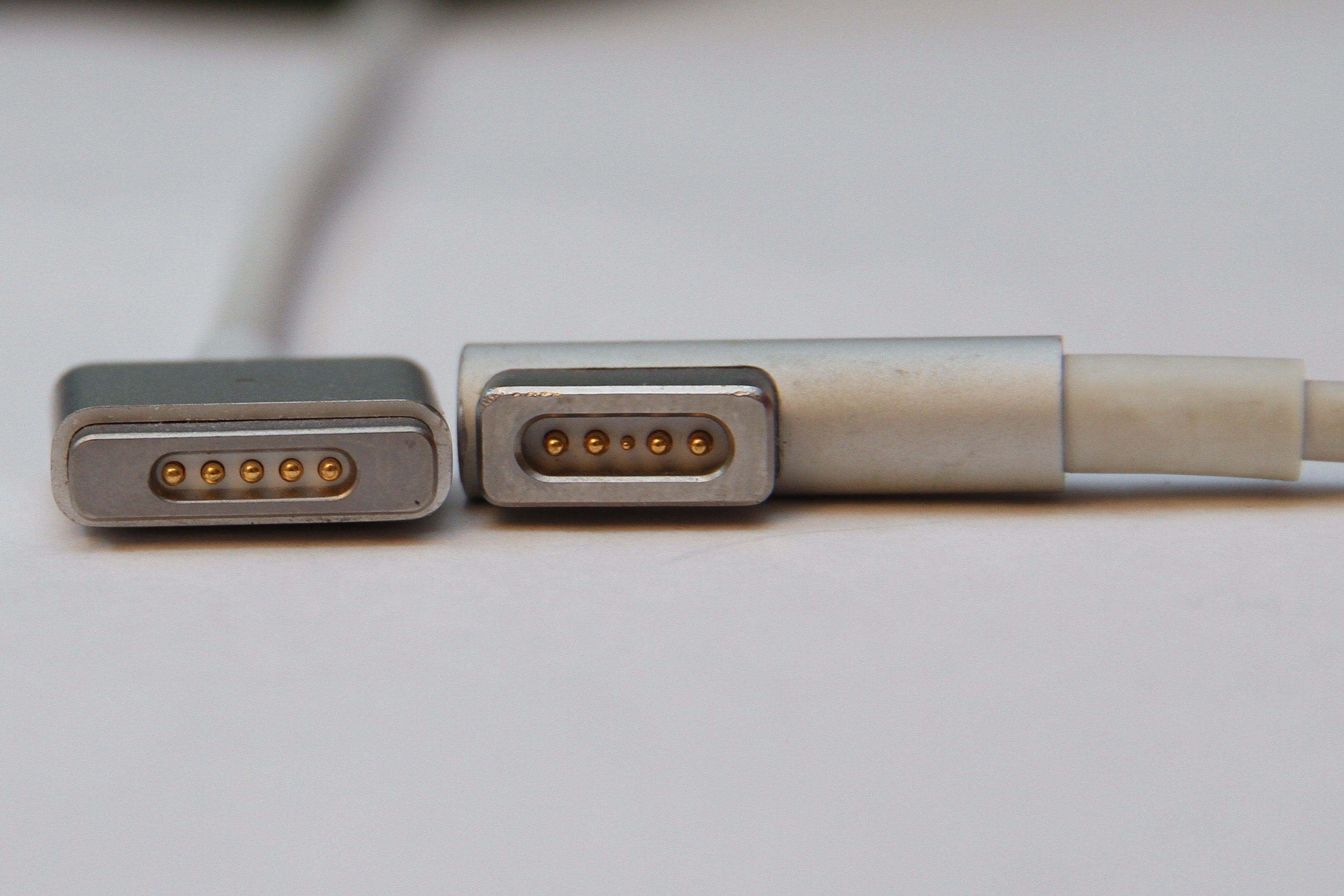
In der Frontansicht ist der Unterschied zwischen den beiden Steckertypen (links: MagSafe 2, rechts: 1) deutlich erkennbar.
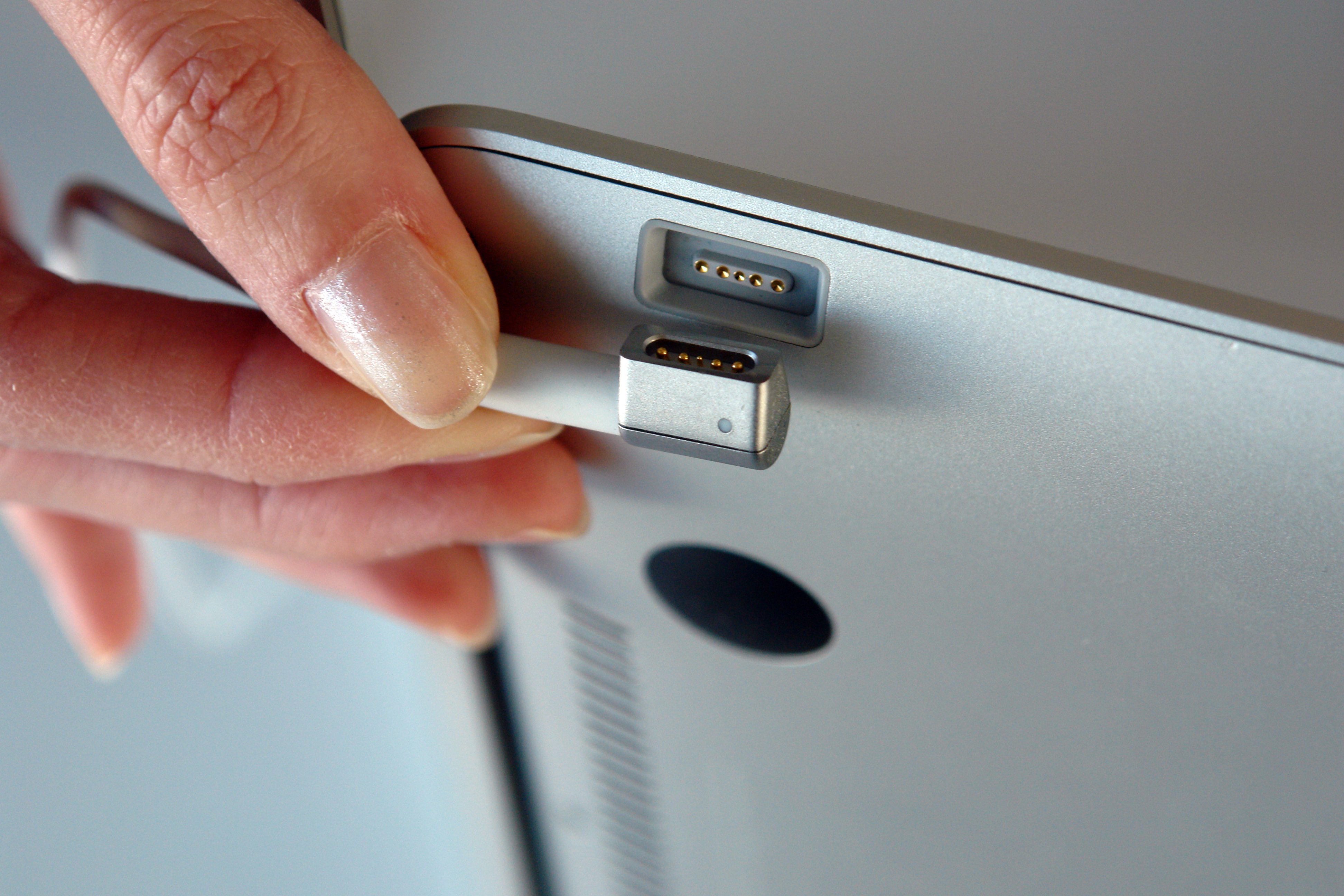
MagSafe 1 L-Form zum Einstecken von unten am MacBook Air (2008)